# Сан Лоренцо (Потенца)
Сан Лоренцо је насеље у Италији у округу Потенца, региону Базиликата.
Према процени из 2011. у насељу је живело 71 становника. Насеље се налази на надморској висини од 741 м.